# خورشیدگرفتگی ۱۴ اکتبر ۲۰۸۸
خورشیدگرفتگی ۱۴ اکتبر ۲۰۸۸ (به انگلیسی: Solar eclipse of October 14, 2088) یک خورشیدگرفتگی از نوع خورشیدگرفتگی حلقه‌ای است. این خورشیدگرفتگی در تاریخ ۱۴ اکتبر ۲۰۸۸ میلادی (‎۲۳ مهر ۱۴۶۷ خورشیدی) روی خواهد داد که زمان اوج آن، ساعت ۱۴:۴۸:۰۵ به‌وقت ساعت هماهنگ جهانی است. مدت زمان و طول این خورشیدگرفتگی ۲ دقیقه و ۳۸ ثانیه خواهد بود.